# Oktiabrskaïa (métro de Moscou, ligne Kaloujsko-Rijskaïa)
Oktiabrskaïa (en russe : Октя́брьская et en anglais : Oktyabrskaya) est une station de la ligne Kaloujsko-Rijskaïa (ligne 6 orange) du métro de Moscou, située sur le territoire de l'arrondissement Iakimanka dans le district administratif central de Moscou.

## Situation sur le réseau
Établie en souterrain, à 50 mètres sous le niveau du sol, la station Oktiabrskaïa est située au point 33+6 de la ligne Kaloujsko-Rijskaïa (ligne 6 orange), entre les stations Tretiakovskaïa (en direction de Medvedkovo) et Chabolovskaïa (en direction de Novoïassenevskaïa).